# I Want You (She’s So Heavy)
I Want You (She's So Heavy) – utwór brytyjskiej grupy The Beatles, z albumu Abbey Road napisany przez Johna Lennona. Trwa prawie 8 minut, co czyni go jednym z najdłuższych utworów zespołu.

## Twórcy
- John Lennon – wokal, gitara elektryczna, syntezator Mooga
- Paul McCartney – wokal, gitara basowa
- George Harrison – wokal, gitara elektryczna
- Ringo Starr – perkusja
- Billy Preston – organy Hammonda